# Sonnenfinsternis vom 25. November 2011
Bei der Sonnenfinsternis vom 25. November 2011 handelte es sich um eine rein partielle Finsternis, die Erde wurde also nur vom Halbschatten des Mondes getroffen. Das Sichtbarkeitsgebiet umfasste die gesamte Antarktis sowie große Teile des Südpolarmeeres. In Südafrika wurden nur fünf Prozent der Sonnenscheibe vom Mond bedeckt. In Neuseeland waren es bis zu 20 Prozent, die Sonnenfinsternis fand dort während des Sonnenuntergangs statt. Am Südpol wurden über zwei Drittel der Sonnenscheibe bedeckt, und die Sonne stand 21 Grad über den Horizont.